# EHF European Cup der Männer 2022/23
Am EHF European Cup 2022/23 nahmen 77 Handball-Vereinsmannschaften teil, die sich in der vorangegangenen Saison in ihren Heimatländern für den Wettbewerb qualifiziert hatten. Es war die dritte Austragung des Wettbewerbs.

## Runde 1

### Qualifizierte Teams
| - Fivers - HC Linz AG - RK Gračanica - HRK Izviđač - Apoel HC - HC Dukla Prag - HC Robe Zubří - TJ Sokol Nové Veseli - HC Tallinn - A.C. Diomidis Argous - A.E.S.H Pylea - ÍBV Vestmannaeyja - Maccabi Rischon LeZion | - Holon HC - Raimond Sassari - SSV Brixen - KH Kastrioti - HC Dragūnas Klaipėda - HC Berchem - HB Dudelange - Drenth Groep Hurry-up - RK Slovenj Gradec - RK Dinamo Pančevo - SPD Radnički Kragujevac - İzmir BSB SK - Spor Toto SK |

### Ausgeloste Spiele und Ergebnisse
| Mannschaft 1                             | Mannschaft 2                                | Hinspiel             | Rückspiel            | Gesamt  |
| ---------------------------------------- | ------------------------------------------- | -------------------- | -------------------- | ------- |
| KH Kastrioti Mustafa 12                  | RK Gračanica Mehmedćehajić 14               | 10.09.2022 18:00 Uhr | 11.09.2022 18:00 Uhr | 44 : 72 |
| KH Kastrioti Mustafa 12                  | RK Gračanica Mehmedćehajić 14               | 22 : 36 (10 : 19)    | 22 : 36 (13 : 19)    | 44 : 72 |
| KH Kastrioti Mustafa 12                  | RK Gračanica Mehmedćehajić 14               | 600 Zuschauer        | 600 Zuschauer        | 44 : 72 |
| HC Dragūnas Klaipėda Lapiniauskas 17     | RK Dinamo Pančevo Perović 12                | 10.09.2022 16:00 Uhr | 17.09.2022 18:00 Uhr | 52 : 58 |
| HC Dragūnas Klaipėda Lapiniauskas 17     | RK Dinamo Pančevo Perović 12                | 24 : 30 (12 : 16)    | 28 : 28 (13 : 14)    | 52 : 58 |
| HC Dragūnas Klaipėda Lapiniauskas 17     | RK Dinamo Pančevo Perović 12                | 200 Zuschauer        | 300 Zuschauer        | 52 : 58 |
| HC Berchem Ervaćanin, Guden 13           | Drenth Groep Hurry-up Miedema 14            | 10.09.2022 18:00 Uhr | 17.09.2022 19:00 Uhr | 56 : 61 |
| HC Berchem Ervaćanin, Guden 13           | Drenth Groep Hurry-up Miedema 14            | 30 : 32 (12 : 16)    | 26 : 29 (13 : 9)     | 56 : 61 |
| HC Berchem Ervaćanin, Guden 13           | Drenth Groep Hurry-up Miedema 14            | 300 Zuschauer        | 480 Zuschauer        | 56 : 61 |
| A.C. Diomidis Argous Mallios 12          | Fivers Damböck 10                           | 10.09.2022 18:00 Uhr | 17.09.2022 20:00 Uhr | 52 : 61 |
| A.C. Diomidis Argous Mallios 12          | Fivers Damböck 10                           | 27 : 30 (13 : 14)    | 25 : 31 (15 : 15)    | 52 : 61 |
| A.C. Diomidis Argous Mallios 12          | Fivers Damböck 10                           | 250 Zuschauer        | 800 Zuschauer        | 52 : 61 |
| Maccabi Rischon LeZion Sidi 20           | RK Slovenj Gradec Cvetko 15                 | 17.09.2022 19:00 Uhr | 18.09.2022 19:00 Uhr | 63 : 65 |
| Maccabi Rischon LeZion Sidi 20           | RK Slovenj Gradec Cvetko 15                 | 31 : 27 (14 : 12)    | 32 : 38 (13 : 15)    | 63 : 65 |
| Maccabi Rischon LeZion Sidi 20           | RK Slovenj Gradec Cvetko 15                 | 600 Zuschauer        | 600 Zuschauer        | 63 : 65 |
| HC Dukla Prag Šůstek, Rakouský 9         | SPD Radnički Kragujevac Barudžić, Grubor 13 | 10.09.2022 17:00 Uhr | 17.09.2022 19:00 Uhr | 55 : 54 |
| HC Dukla Prag Šůstek, Rakouský 9         | SPD Radnički Kragujevac Barudžić, Grubor 13 | 31 : 29 (14 : 14)    | 24 : 25 (10 : 10)    | 55 : 54 |
| HC Dukla Prag Šůstek, Rakouský 9         | SPD Radnički Kragujevac Barudžić, Grubor 13 | - Zuschauer          | 2000 Zuschauer       | 55 : 54 |
| Raimond Sassari Halilković 12            | SSV Brixen Bulzamini 11                     | 10.09.2022 19:30 Uhr | 17.09.2022 19:00 Uhr | 49 : 53 |
| Raimond Sassari Halilković 12            | SSV Brixen Bulzamini 11                     | 29 : 24 (16 : 11)    | 20 : 29 (12 : 13)    | 49 : 53 |
| Raimond Sassari Halilković 12            | SSV Brixen Bulzamini 11                     | 300 Zuschauer        | 150 Zuschauer        | 49 : 53 |
| İzmir BSB SK Örnek 18                    | HC Robe Zubří Bajer 13                      | 09.09.2022 18:00 Uhr | 10.09.2022 18:00 Uhr | 56 : 86 |
| İzmir BSB SK Örnek 18                    | HC Robe Zubří Bajer 13                      | 27 : 46 (14 : 22)    | 29 : 40 (17 : 21)    | 56 : 86 |
| İzmir BSB SK Örnek 18                    | HC Robe Zubří Bajer 13                      | 300 Zuschauer        | 500 Zuschauer        | 56 : 86 |
| ÍBV Vestmannaeyja Kárason 16             | Holon HC Maman 13                           | 10.09.2022 18:00 Uhr | 11.09.2022 18:00 Uhr | 74 : 67 |
| ÍBV Vestmannaeyja Kárason 16             | Holon HC Maman 13                           | 41 : 35 (20 : 18)    | 33 : 32 (16 : 16)    | 74 : 67 |
| ÍBV Vestmannaeyja Kárason 16             | Holon HC Maman 13                           | 320 Zuschauer        | 300 Zuschauer        | 74 : 67 |
| A.E.S.H Pylea Alexandridis, Koukmisis 10 | Apoel HC Christos Georgiou 7                | 17.09.2022 15:00 Uhr | 18.09.2022 15:00 Uhr | 60 : 33 |
| A.E.S.H Pylea Alexandridis, Koukmisis 10 | Apoel HC Christos Georgiou 7                | 33 : 22 (18 : 9)     | 27 : 11 (11 : 6)     | 60 : 33 |
| A.E.S.H Pylea Alexandridis, Koukmisis 10 | Apoel HC Christos Georgiou 7                | 400 Zuschauer        | 350 Zuschauer        | 60 : 33 |
| Spor Toto SK Ateş, Yıldırım 11           | HB Dudelange Ilić, Köller 8                 | 17.09.2022 19:00 Uhr | 18.09.2022 18:00 Uhr | 52 : 50 |
| Spor Toto SK Ateş, Yıldırım 11           | HB Dudelange Ilić, Köller 8                 | 25 : 26 (12 : 11)    | 27 : 24 (9 : 14)     | 52 : 50 |
| Spor Toto SK Ateş, Yıldırım 11           | HB Dudelange Ilić, Köller 8                 | 450 Zuschauer        | 450 Zuschauer        | 52 : 50 |
| TJ Sokol Nové Veseli Bendicsek 13        | HC Tallinn Barylau 9                        | 17.09.2022 13:00 Uhr | 18.09.2022 13:00 Uhr | 77 : 50 |
| TJ Sokol Nové Veseli Bendicsek 13        | HC Tallinn Barylau 9                        | 38 : 27 (19 : 9)     | 39 : 23 (19 : 13)    | 77 : 50 |
| TJ Sokol Nové Veseli Bendicsek 13        | HC Tallinn Barylau 9                        | 400 Zuschauer        | 500 Zuschauer        | 77 : 50 |
| HC Linz AG Fižuleto 18                   | HRK Izviđač Kos 16                          | 10.09.2022 19:00 Uhr | 17.09.2022 19:00 Uhr | 69 : 70 |
| HC Linz AG Fižuleto 18                   | HRK Izviđač Kos 16                          | 34 : 32 (22 : 15)    | 35 : 38 (16 : 17)    | 69 : 70 |
| HC Linz AG Fižuleto 18                   | HRK Izviđač Kos 16                          | 650 Zuschauer        | 2000 Zuschauer       | 69 : 70 |

## Runde 2

### Qualifizierte Teams
- In zweiter Runde eingestiegen

| - Bregenz Handball - UHK Krems - HC Baki - HC Vise BM - RK Sloboda - RK Borac Banja Luka - ChK Lokomotiw Gorna Orjachowiza - MRK Sesvete - HRK Gorica - Parnassos Strovolou - Sabbianco Anorthosis Famagusta - Talent Plzeň - HCB Karviná - Põlva Serviti - Viljandi HC - H71 - Helsingfors IFK - BK-46 - A.C. PAOK - Olympiacos SFP - AEK Athens HC - KA Akureyri - Haukar Hafnarfjörður - Hapoel Ashdod HC - AS SGS Ramhat Hashron - Junior Fasano | - ASD A.P. Conversano 2014 - KH Besa Famgas - KH Rahoveci - ZRHK TENAX Dobele - VHC Šviesa Vilnius - Granitas-Karys Kaunas - Handball Esch - HB Red Boys Differdange - HC Lovćen Cetinje - KEMBIT-LIONS - HV KRAS/Volendam - ØIF Arendal - Nærbø IL - Runar Sandefjord Elite - RK Velenje - RD Riko Ribnica - RK Vojvodina - RK Partizan - Pfadi Winterthur - Wacker Thun - MŠK Považská Bystrica - Alingsås HK - Beykoz BLD SK - Besiktas Yurtbay Seramik - HK Donbas |

- Aus 1. Runde aufgestiegen

| - Fivers - RK Gračanica - HRK Izviđač - HC Dukla Prag - HC Robe Zubří - TJ Sokol Nové Veseli | - A.E.S.H Pylea - ÍBV Vestmannaeyja - SSV Brixen - Drenth Groep Hurry-up - RK Slovenj Gradec - RK Dinamo Pančevo - Spor Toto SK |

### Ausgeloste Spiele und Ergebnisse
| Mannschaft 1                              | Mannschaft 2                                | Hinspiel             | Rückspiel            | Gesamt  |
| ----------------------------------------- | ------------------------------------------- | -------------------- | -------------------- | ------- |
| RK Velenje Sokolič, Pajt 10               | Bregenz Handball Winogradow 16              | 29.10.2022 18:00 Uhr | 05.11.2022 19:00 Uhr | 59 : 55 |
| RK Velenje Sokolič, Pajt 10               | Bregenz Handball Winogradow 16              | 33 : 30 (14 : 17)    | 26 : 25 (13 : 10)    | 59 : 55 |
| RK Velenje Sokolič, Pajt 10               | Bregenz Handball Winogradow 16              | 600 Zuschauer        | 1250 Zuschauer       | 59 : 55 |
| HV KRAS/Volendam Schneider 11             | Wacker Thun von Deschwanden 13              | 29.10.2022 19:00 Uhr | 05.11.2022 17:00 Uhr | 52 : 54 |
| HV KRAS/Volendam Schneider 11             | Wacker Thun von Deschwanden 13              | 27 : 31 (12 : 13)    | 25 : 23 (12 : 15)    | 52 : 54 |
| HV KRAS/Volendam Schneider 11             | Wacker Thun von Deschwanden 13              | 400 Zuschauer        | 625 Zuschauer        | 52 : 54 |
| KH Rahoveci Haziri 11                     | HCB Karviná Plaček 12                       | 30.10.2022 18:00 Uhr | 06.11.2022 20:00 Uhr | 58 : 65 |
| KH Rahoveci Haziri 11                     | HCB Karviná Plaček 12                       | 29 : 33 (13 : 17)    | 29 : 32 (10 : 19)    | 58 : 65 |
| KH Rahoveci Haziri 11                     | HCB Karviná Plaček 12                       | 450 Zuschauer        | 732 Zuschauer        | 58 : 65 |
| Helsingfors IFK Rolo 15                   | KH Besa Famgas Gjuka 18                     | 30.10.2022 15:00 Uhr | 06.11.2022 18:00 Uhr | 60 : 62 |
| Helsingfors IFK Rolo 15                   | KH Besa Famgas Gjuka 18                     | 28 : 27 (12 : 13)    | 32 : 35 (15 : 18)    | 60 : 62 |
| Helsingfors IFK Rolo 15                   | KH Besa Famgas Gjuka 18                     | 471 Zuschauer        | 500 Zuschauer        | 60 : 62 |
| Nærbø IL Haugseng 15                      | RK Slovenj Gradec Cvetko 17                 | 28.10.2022 18:30 Uhr | 05.11.2022 19:00 Uhr | 58 : 55 |
| Nærbø IL Haugseng 15                      | RK Slovenj Gradec Cvetko 17                 | 29 : 28 (16 : 14)    | 29 : 27 (11 : 14)    | 58 : 55 |
| Nærbø IL Haugseng 15                      | RK Slovenj Gradec Cvetko 17                 | 920 Zuschauer        | 800 Zuschauer        | 58 : 55 |
| ØIF Arendal Larson 12                     | HC Robe Zubří Bajer 9                       | 29.10.2022 16:00 Uhr | 05.11.2022 18:00 Uhr | 70 : 46 |
| ØIF Arendal Larson 12                     | HC Robe Zubří Bajer 9                       | 34 : 20 (16 : 9)     | 36 : 26 (19 : 12)    | 70 : 46 |
| ØIF Arendal Larson 12                     | HC Robe Zubří Bajer 9                       | 1114 Zuschauer       | 1050 Zuschauer       | 70 : 46 |
| HRK Gorica Čakarić 16                     | TJ Sokol Nové Veseli Halícek, Tomášek 7     | 29.10.2022 19:00 Uhr | 05.11.2022 16:00 Uhr | 55 : 51 |
| HRK Gorica Čakarić 16                     | TJ Sokol Nové Veseli Halícek, Tomášek 7     | 27 : 25 (12 : 10)    | 28 : 26 (18 : 12)    | 55 : 51 |
| HRK Gorica Čakarić 16                     | TJ Sokol Nové Veseli Halícek, Tomášek 7     | 500 Zuschauer        | 480 Zuschauer        | 55 : 51 |
| ZRHK TENAX Dobele Kurzemnieks 12          | Talent Plzeň Kosteski 12                    | 05.11.2022 18:00 Uhr | 06.11.2022 18:00 Uhr | 56 : 57 |
| ZRHK TENAX Dobele Kurzemnieks 12          | Talent Plzeň Kosteski 12                    | 31 : 28 (15 : 13)    | 25 : 29 (12 : 15)    | 56 : 57 |
| ZRHK TENAX Dobele Kurzemnieks 12          | Talent Plzeň Kosteski 12                    | 450 Zuschauer        | 300 Zuschauer        | 56 : 57 |
| RK Gračanica Dragičević, Musić 10         | HC Baki Mammadov 11                         | 29.10.2022 18:00 Uhr | 30.10.2022 18:00 Uhr | 70 : 45 |
| RK Gračanica Dragičević, Musić 10         | HC Baki Mammadov 11                         | 33 : 17 (16 : 9)     | 37 : 28 (19 : 11)    | 70 : 45 |
| RK Gračanica Dragičević, Musić 10         | HC Baki Mammadov 11                         | 725 Zuschauer        | 700 Zuschauer        | 70 : 45 |
| H71 Ellefsen á Skipagøtu 15               | RK Partizan Zečević 16                      | 04.11.2022 18:00 Uhr | 06.11.2022 18:00 Uhr | 50 : 61 |
| H71 Ellefsen á Skipagøtu 15               | RK Partizan Zečević 16                      | 21 : 27 (11 : 14)    | 30 : 35 (15 : 16)    | 50 : 61 |
| H71 Ellefsen á Skipagøtu 15               | RK Partizan Zečević 16                      | 700 Zuschauer        | 351 Zuschauer        | 50 : 61 |
| Fivers Damböck 12                         | KA Akureyri Eiðsson 17                      | 28.10.2022 19:30 Uhr | 29.10.2022 00:00 Uhr | 59 : 56 |
| Fivers Damböck 12                         | KA Akureyri Eiðsson 17                      | 29 : 30 (15 : 12)    | 30 : 26 (17 : 12)    | 59 : 56 |
| Fivers Damböck 12                         | KA Akureyri Eiðsson 17                      | 600 Zuschauer        | 550 Zuschauer        | 59 : 56 |
| RD Riko Ribnica Laljek 15                 | RK Borac Banja Luka Nježić 13               | 29.10.2022 19:00 Uhr | 06.11.2022 18:00 Uhr | 67 : 48 |
| RD Riko Ribnica Laljek 15                 | RK Borac Banja Luka Nježić 13               | 40 : 19 (20 : 7)     | 28 : 30 (12 : 15)    | 67 : 48 |
| RD Riko Ribnica Laljek 15                 | RK Borac Banja Luka Nježić 13               | 320 Zuschauer        | 1100 Zuschauer       | 67 : 48 |
| Runar Sandefjord Elite Rambo 21           | HC Lovćen Cetinje Krivokapić 10             | 29.10.2022 16:00 Uhr | 05.11.2022 17:30 Uhr | 63 : 52 |
| Runar Sandefjord Elite Rambo 21           | HC Lovćen Cetinje Krivokapić 10             | 32 : 21 (14 : 9)     | 31 : 31 (10 : 15)    | 63 : 52 |
| Runar Sandefjord Elite Rambo 21           | HC Lovćen Cetinje Krivokapić 10             | 675 Zuschauer        | 1650 Zuschauer       | 63 : 52 |
| Granitas-Karys Kaunas Šarkauskas 8        | Besiktas Yurtbay Seramik Hacıoğlu 16        | 05.11.2022 14:00 Uhr | 06.11.2022 14:00 Uhr | 46 : 58 |
| Granitas-Karys Kaunas Šarkauskas 8        | Besiktas Yurtbay Seramik Hacıoğlu 16        | 21 : 31 (10 : 15)    | 25 : 27 (15 : 15)    | 46 : 58 |
| Granitas-Karys Kaunas Šarkauskas 8        | Besiktas Yurtbay Seramik Hacıoğlu 16        | 200 Zuschauer        | 300 Zuschauer        | 46 : 58 |
| Olympiacos SFP Weber 16                   | RK Sloboda Bečić, Buljina 9                 | 30.10.2022 18:30 Uhr | 05.11.2022 20:00 Uhr | 61 : 43 |
| Olympiacos SFP Weber 16                   | RK Sloboda Bečić, Buljina 9                 | 34 : 24 (16 : 14)    | 27 : 19 (12 : 11)    | 61 : 43 |
| Olympiacos SFP Weber 16                   | RK Sloboda Bečić, Buljina 9                 | 400 Zuschauer        | 1600 Zuschauer       | 61 : 43 |
| Handball Esch Muller 14                   | HC Dukla Prag Krušberský 13                 | 29.10.2022 18:15 Uhr | 05.11.2022 18:00 Uhr | 63 : 66 |
| Handball Esch Muller 14                   | HC Dukla Prag Krušberský 13                 | 31 : 36 (18 : 15)    | 32 : 30 (15 : 19)    | 63 : 66 |
| Handball Esch Muller 14                   | HC Dukla Prag Krušberský 13                 | 516 Zuschauer        | 350 Zuschauer        | 63 : 66 |
| SSV Brixen Stricker 13                    | RK Vojvodina Puchouski 16                   | 29.10.2022 19:00 Uhr | 05.11.2022 18:00 Uhr | 50 : 75 |
| SSV Brixen Stricker 13                    | RK Vojvodina Puchouski 16                   | 23 : 31 (12 : 13)    | 27 : 44 (10 : 24)    | 50 : 75 |
| SSV Brixen Stricker 13                    | RK Vojvodina Puchouski 16                   | 400 Zuschauer        | 751 Zuschauer        | 50 : 75 |
| Pfadi Winterthur Mendonca 14              | AS SGS Ramhat Hashron Mosic 13              | 30.10.2022 17:00 Uhr | 05.11.2022 16:00 Uhr | 58 : 61 |
| Pfadi Winterthur Mendonca 14              | AS SGS Ramhat Hashron Mosic 13              | 34 : 30 (15 : 13)    | 24 : 31 (9 : 14)     | 58 : 61 |
| Pfadi Winterthur Mendonca 14              | AS SGS Ramhat Hashron Mosic 13              | 830 Zuschauer        | 500 Zuschauer        | 58 : 61 |
| MŠK Považská Bystrica Briatka, Vallo 12   | HRK Izviđač Ćeško 13                        | 29.10.2022 18:00 Uhr | 05.11.2022 19:00 Uhr | 66 : 61 |
| MŠK Považská Bystrica Briatka, Vallo 12   | HRK Izviđač Ćeško 13                        | 34 : 25 (20 : 12)    | 32 : 36 (14 : 18)    | 66 : 61 |
| MŠK Považská Bystrica Briatka, Vallo 12   | HRK Izviđač Ćeško 13                        | 1100 Zuschauer       | 1200 Zuschauer       | 66 : 61 |
| VHC Šviesa Vilnius Drabavičius 12         | HB Red Boys Differdange Jokić 15            | 29.10.2022 16:00 Uhr | 30.10.2022 16:00 Uhr | 50 : 65 |
| VHC Šviesa Vilnius Drabavičius 12         | HB Red Boys Differdange Jokić 15            | 28 : 31 (11 : 14)    | 22 : 34 (9 : 19)     | 50 : 65 |
| VHC Šviesa Vilnius Drabavičius 12         | HB Red Boys Differdange Jokić 15            | 300 Zuschauer        | 350 Zuschauer        | 50 : 65 |
| BK-46 Rönnberg 21                         | Spor Toto SK Çelik 13                       | 28.10.2022 18:00 Uhr | 30.10.2022 11:00 Uhr | 80 : 43 |
| BK-46 Rönnberg 21                         | Spor Toto SK Çelik 13                       | 37 : 20 (16 : 11)    | 43 : 23 (24 : 10)    | 80 : 43 |
| BK-46 Rönnberg 21                         | Spor Toto SK Çelik 13                       | 636 Zuschauer        | 446 Zuschauer        | 80 : 43 |
| HC Vise BM Hadzic 11                      | Parnassos Strovolou Demosthenous 12         | 29.10.2022 20:00 Uhr | 30.10.2022 16:00 Uhr | 62 : 40 |
| HC Vise BM Hadzic 11                      | Parnassos Strovolou Demosthenous 12         | 38 : 21 (17 : 11)    | 24 : 19 (12 : 10)    | 62 : 40 |
| HC Vise BM Hadzic 11                      | Parnassos Strovolou Demosthenous 12         | 400 Zuschauer        | 350 Zuschauer        | 62 : 40 |
| RK Dinamo Pančevo Radović 13              | ASD A.P. Conversano 2014 Souid 11           | 29.10.2022 18:00 Uhr | 05.11.2022 18:30 Uhr | 59 : 52 |
| RK Dinamo Pančevo Radović 13              | ASD A.P. Conversano 2014 Souid 11           | 32 : 22 (15 : 8)     | 27 : 30 (11 : 17)    | 59 : 52 |
| RK Dinamo Pančevo Radović 13              | ASD A.P. Conversano 2014 Souid 11           | 250 Zuschauer        | 2000 Zuschauer       | 59 : 52 |
| UHK Krems Dicker 10                       | A.E.S.H Pylea Tsamesidis 12                 | 29.10.2022 19:00 Uhr | 30.10.2022 18:00 Uhr | 68 : 55 |
| UHK Krems Dicker 10                       | A.E.S.H Pylea Tsamesidis 12                 | 34 : 25 (16 : 12)    | 34 : 30 (18 : 16)    | 68 : 55 |
| UHK Krems Dicker 10                       | A.E.S.H Pylea Tsamesidis 12                 | 600 Zuschauer        | 500 Zuschauer        | 68 : 55 |
| Beykoz BLD SK Kanberoğlu 14               | Alingsås HK Torbjörnsson 14                 | 30.10.2022 16:00 Uhr | 31.10.2022 19:00 Uhr | 49 : 78 |
| Beykoz BLD SK Kanberoğlu 14               | Alingsås HK Torbjörnsson 14                 | 28 : 32 (14 : 19)    | 21 : 46 (11 : 25)    | 49 : 78 |
| Beykoz BLD SK Kanberoğlu 14               | Alingsås HK Torbjörnsson 14                 | 1075 Zuschauer       | 834 Zuschauer        | 49 : 78 |
| MRK Sesvete Dumenčić 12                   | A.C. PAOK Koukmisis 9                       | 30.10.2022 19:00 Uhr | 06.11.2022 15:00 Uhr | 56 : 45 |
| MRK Sesvete Dumenčić 12                   | A.C. PAOK Koukmisis 9                       | 29 : 24 (17 : 11)    | 27 : 21 (10 : 13)    | 56 : 45 |
| MRK Sesvete Dumenčić 12                   | A.C. PAOK Koukmisis 9                       | 1200 Zuschauer       | 350 Zuschauer        | 56 : 45 |
| AEK Athens HC Iliopoulos 10               | Drenth Groep Hurry-up Riksten 11            | 30.10.2022 16:00 Uhr | 05.11.2022 19:00 Uhr | 60 : 47 |
| AEK Athens HC Iliopoulos 10               | Drenth Groep Hurry-up Riksten 11            | 35 : 30 (17 : 16)    | 25 : 17 (14 : 9)     | 60 : 47 |
| AEK Athens HC Iliopoulos 10               | Drenth Groep Hurry-up Riksten 11            | 350 Zuschauer        | 1500 Zuschauer       | 60 : 47 |
| Donbas Ivanchenko 13                      | ÍBV Vestmannaeyja Róbertsson 11             | 05.11.2022 15:00 Uhr | 06.11.2022 15:00 Uhr | 48 : 81 |
| Donbas Ivanchenko 13                      | ÍBV Vestmannaeyja Róbertsson 11             | 28 : 36 (14 : 16)    | 20 : 45 (7 : 22)     | 48 : 81 |
| Donbas Ivanchenko 13                      | ÍBV Vestmannaeyja Róbertsson 11             | 217 Zuschauer        | 226 Zuschauer        | 48 : 81 |
| Sabbianco Anorthosis Famagusta Argyrou 14 | Haukar Hafnarfjörður Sigurmannsson 11       | 05.11.2022 18:30 Uhr | 06.11.2022 18:30 Uhr | 62 : 50 |
| Sabbianco Anorthosis Famagusta Argyrou 14 | Haukar Hafnarfjörður Sigurmannsson 11       | 26 : 22 (12 : 12)    | 36 : 28 (18 : 12)    | 62 : 50 |
| Sabbianco Anorthosis Famagusta Argyrou 14 | Haukar Hafnarfjörður Sigurmannsson 11       | 250 Zuschauer        | 300 Zuschauer        | 62 : 50 |
| KEMBIT-LIONS Schmeits 13                  | ChK Lokomotiw Gorna Orjachowiza Stoyanov 12 | 29.10.2022 20:00 Uhr | 05.11.2022 18:00 Uhr | 78 : 36 |
| KEMBIT-LIONS Schmeits 13                  | ChK Lokomotiw Gorna Orjachowiza Stoyanov 12 | 39 : 17 (20 : 9)     | 39 : 19 (22 : 8)     | 78 : 36 |
| KEMBIT-LIONS Schmeits 13                  | ChK Lokomotiw Gorna Orjachowiza Stoyanov 12 | 400 Zuschauer        | 280 Zuschauer        | 78 : 36 |
| Junior Fasano Järlstam 15                 | Hapoel Ashdod HC Babić, Stelman 14          | 05.11.2022 19:00 Uhr | 06.11.2022 19:00 Uhr | 64 : 59 |
| Junior Fasano Järlstam 15                 | Hapoel Ashdod HC Babić, Stelman 14          | 32 : 33 (20 : 17)    | 32 : 26 (17 : 15)    | 64 : 59 |
| Junior Fasano Järlstam 15                 | Hapoel Ashdod HC Babić, Stelman 14          | 200 Zuschauer        | 300 Zuschauer        | 64 : 59 |
| Põlva Serviti Timmo 15                    | Viljandi HC Koks 13                         | 29.10.2022 16:00 Uhr | 30.10.2022 16:00 Uhr | 60 : 54 |
| Põlva Serviti Timmo 15                    | Viljandi HC Koks 13                         | 27 : 26 (14 : 14)    | 33 : 28 (15 : 16)    | 60 : 54 |
| Põlva Serviti Timmo 15                    | Viljandi HC Koks 13                         | 110 Zuschauer        | 300 Zuschauer        | 60 : 54 |

## Runde 3

### Qualifizierte Teams
| - Fivers - UHK Krems - HC Vise BM - RK Gračanica - HRK Gorica - MRK Sesvete - Sabbianco Anorthosis Famagusta - HC Dukla Prag - HCB Karviná - Talent Plzeň - Põlva Serviti - BK-46 - AEK Athens HC - Olympiacos SFP - ÍBV Vestmannaeyja - AS SGS Ramhat Hashron | - Junior Fasano - KH Besa Famgas - HB Red Boys Differdange - KEMBIT-LIONS - Nærbø IL - ØIF Arendal - Runar Sandefjord Elite - RD Riko Ribnica - RK Velenje - RK Dinamo Pančevo - RK Partizan - RK Vojvodina - Wacker Thun - MŠK Považská Bystrica - Alingsås HK - Besiktas Yurtbay Seramik |

### Ausgeloste Spiele und Ergebnisse
| Mannschaft 1                                    | Mannschaft 2                                          | Hinspiel             | Rückspiel            | Gesamt  |
| ----------------------------------------------- | ----------------------------------------------------- | -------------------- | -------------------- | ------- |
| UHK Krems Kirveliavičius, Hasecic, Pratschner 5 | RK Vojvodina Milić, Ocvirk 5                          | 3.12.2022 19:00 Uhr  | ? 3 ? Uhr            | 27 : 39 |
| UHK Krems Kirveliavičius, Hasecic, Pratschner 5 | RK Vojvodina Milić, Ocvirk 5                          | 27 : 29 1(16 : 14)   | 0 : 10 4(0 : 0)      | 27 : 39 |
| UHK Krems Kirveliavičius, Hasecic, Pratschner 5 | RK Vojvodina Milić, Ocvirk 5                          | 670 Zuschauer        | 0 Zuschauer          | 27 : 39 |
| BK-46 Rönnberg 21                               | Nærbø IL Hamre 13                                     | 3.12.2022 15:00 Uhr  | 10.12.2022 16:00 Uhr | 55 : 61 |
| BK-46 Rönnberg 21                               | Nærbø IL Hamre 13                                     | 28 : 26 (15 : 9)     | 27 : 35 (15 : 16)    | 55 : 61 |
| BK-46 Rönnberg 21                               | Nærbø IL Hamre 13                                     | 742 Zuschauer        | 917 Zuschauer        | 55 : 61 |
| HC Vise BM Vancosen 13                          | ØIF Arendal Hantaru 21                                | 3.12.2022 20:30 Uhr  | 10.12.2022 17:00 Uhr | 54 : 60 |
| HC Vise BM Vancosen 13                          | ØIF Arendal Hantaru 21                                | 24 : 31 (15 : 16)    | 30 : 29 (16 : 15)    | 54 : 60 |
| HC Vise BM Vancosen 13                          | ØIF Arendal Hantaru 21                                | 300 Zuschauer        | 784 Zuschauer        | 54 : 60 |
| RK Velenje Sokolić 10                           | RK Partizan Kojadinović, Zečević 12                   | 4.12.2022 18:00 Uhr  | 11.12.2022 18:00 Uhr | 55 : 49 |
| RK Velenje Sokolić 10                           | RK Partizan Kojadinović, Zečević 12                   | 28 : 20 (15 : 9)     | 27 : 29 (16 : 14)    | 55 : 49 |
| RK Velenje Sokolić 10                           | RK Partizan Kojadinović, Zečević 12                   | 920 Zuschauer        | 1000 Zuschauer       | 55 : 49 |
| MŠK Považská Bystrica Briatka 10                | HRK Gorica Malin 14                                   | 3.12.2022 18:00 Uhr  | 10.12.2022 18:00 Uhr | 57 : 48 |
| MŠK Považská Bystrica Briatka 10                | HRK Gorica Malin 14                                   | 29 : 24 (13 : 10)    | 28 : 24 (12 : 12)    | 57 : 48 |
| MŠK Považská Bystrica Briatka 10                | HRK Gorica Malin 14                                   | 1100 Zuschauer       | 250 Zuschauer        | 57 : 48 |
| HCB Karviná Solák 13                            | RK Gračanica Musić 10                                 | 3.12.2022 18:00 Uhr  | 10.12.2022 18:00 Uhr | 55 : 45 |
| HCB Karviná Solák 13                            | RK Gračanica Musić 10                                 | 22 : 18 (13 : 11)    | 33 : 27 (16 : 10)    | 55 : 45 |
| HCB Karviná Solák 13                            | RK Gračanica Musić 10                                 | 950 Zuschauer        | 800 Zuschauer        | 55 : 45 |
| Talent Plzeň Kosteski 16                        | AS SGS Ramhat Hashron Mošić 20                        | 10.12.2022 15:00 Uhr | 11.12.2022 16:00 Uhr | 61 : 73 |
| Talent Plzeň Kosteski 16                        | AS SGS Ramhat Hashron Mošić 20                        | 28 : 39 (18 : 21)    | 33 : 34 (18 : 16)    | 61 : 73 |
| Talent Plzeň Kosteski 16                        | AS SGS Ramhat Hashron Mošić 20                        | 400 Zuschauer        | 300 Zuschauer        | 61 : 73 |
| Runar Sandefjord Elite Tuzov 23                 | Põlva Serviti Timmo 14                                | 4.12.2022 18:30 Uhr  | 10.12.2022 16:00 Uhr | 76 : 66 |
| Runar Sandefjord Elite Tuzov 23                 | Põlva Serviti Timmo 14                                | 41 : 30 (18 : 14)    | 35 : 36 (16 : 18)    | 76 : 66 |
| Runar Sandefjord Elite Tuzov 23                 | Põlva Serviti Timmo 14                                | 325 Zuschauer        | 300 Zuschauer        | 76 : 66 |
| MRK Sesvete Hršak 14                            | KH Besa Famgas Gjuka 11                               | 4.12.2022 19:00 Uhr  | 11.12.2022 19:00 Uhr | 59 : 50 |
| MRK Sesvete Hršak 14                            | KH Besa Famgas Gjuka 11                               | 31 : 23 (15 : 10)    | 28 : 27 (13 : 11)    | 59 : 50 |
| MRK Sesvete Hršak 14                            | KH Besa Famgas Gjuka 11                               | 950 Zuschauer        | 550 Zuschauer        | 59 : 50 |
| AEK Athens HC Mandalinić                        | Alingsås HK Granlund 12                               | 4.12.2022 16:00 Uhr  | 11.12.2022 16:00 Uhr | 56 : 58 |
| AEK Athens HC Mandalinić                        | Alingsås HK Granlund 12                               | 32 : 27 (18 : 16)    | 24 : 31 (12 : 16)    | 56 : 58 |
| AEK Athens HC Mandalinić                        | Alingsås HK Granlund 12                               | 1000 Zuschauer       | 966 Zuschauer        | 56 : 58 |
| ÍBV Vestmannaeyja Karason 16                    | HC Dukla Prag Šůstek 17                               | 10.12.2022 14:00 Uhr | 11.12.2022 18:00 Uhr | 59 : 65 |
| ÍBV Vestmannaeyja Karason 16                    | HC Dukla Prag Šůstek 17                               | 34 : 33 (17 : 18)    | 25 : 32 (11 : 13)    | 59 : 65 |
| ÍBV Vestmannaeyja Karason 16                    | HC Dukla Prag Šůstek 17                               | 300 Zuschauer        | 320 Zuschauer        | 59 : 65 |
| KEMBIT-LIONS Adams 10                           | Junior Fasano Järlstam 19                             | 9.12.2022 19:00 Uhr  | 10.12.2022 19:00 Uhr | 60 : 62 |
| KEMBIT-LIONS Adams 10                           | Junior Fasano Järlstam 19                             | 25 : 35 (10 : 18)    | 35 : 27 (19 : 16)    | 60 : 62 |
| KEMBIT-LIONS Adams 10                           | Junior Fasano Järlstam 19                             | 350 Zuschauer        | 350 Zuschauer        | 60 : 62 |
| Fivers Damböck, Seidl 13                        | RD Riko Ribnica Laljek 14                             | 3.12.2022 20:00 Uhr  | 10.12.2022 19:00 Uhr | 61 : 65 |
| Fivers Damböck, Seidl 13                        | RD Riko Ribnica Laljek 14                             | 33 : 35 (20 : 18)    | 28 : 30 (16 : 17)    | 61 : 65 |
| Fivers Damböck, Seidl 13                        | RD Riko Ribnica Laljek 14                             | 800 Zuschauer        | 330 Zuschauer        | 61 : 65 |
| RK Dinamo Pančevo Perovic 14                    | Besiktas Yurtbay Seramik Hacıoğlu, Simsar, Arsenić 10 | 3.12.2022 18:00 Uhr  | 10.12.2022 15:00 Uhr | 61 : 55 |
| RK Dinamo Pančevo Perovic 14                    | Besiktas Yurtbay Seramik Hacıoğlu, Simsar, Arsenić 10 | 30 : 28 (20 : 17)    | 31 : 27 (18 : 11)    | 61 : 55 |
| RK Dinamo Pančevo Perovic 14                    | Besiktas Yurtbay Seramik Hacıoğlu, Simsar, Arsenić 10 | 650 Zuschauer        | 500 Zuschauer        | 61 : 55 |
| Wacker Thun Linder 9                            | Olympiacos SFP Nyokas                                 | 3.12.2022 17:00 Uhr  | 10.12.2022 15:30 Uhr | 48 : 41 |
| Wacker Thun Linder 9                            | Olympiacos SFP Nyokas                                 | 24 : 22 (15 : 11)    | 24 : 19 (8 : 8)      | 48 : 41 |
| Wacker Thun Linder 9                            | Olympiacos SFP Nyokas                                 | 850 Zuschauer        | 300 Zuschauer        | 48 : 41 |
| Sabbianco Anorthosis Famagusta Argyrou 10       | HB Red Boys Differdange Jokić 10                      | 4.12.2022 19:00 Uhr  | 10.12.2022 18:00 Uhr | 48 : 46 |
| Sabbianco Anorthosis Famagusta Argyrou 10       | HB Red Boys Differdange Jokić 10                      | 23 : 20 2(11 : 13)   | 25 : 26 (13 : 12)    | 48 : 46 |
| Sabbianco Anorthosis Famagusta Argyrou 10       | HB Red Boys Differdange Jokić 10                      | 500 Zuschauer        | 370 Zuschauer        | 48 : 46 |

## Achtelfinale

### Qualifizierte Teams
| - MRK Sesvete - Sabbianco Anorthosis Famagusta - HC Dukla Prag - HCB Karviná - AS SGS Ramhat Hashron - Junior Fasano - Nærbø IL - ØIF Arendal | - Runar Sandefjord Elite - RD Riko Ribnica - RK Velenje - RK Dinamo Pančevo - Wacker Thun - MŠK Považská Bystrica - Alingsås HK - RK Vojvodina |

### Ausgeloste Spiele und Ergebnisse
| Mannschaft 1                                | Mannschaft 2                           | Hinspiel             | Rückspiel            | Gesamt  |
| ------------------------------------------- | -------------------------------------- | -------------------- | -------------------- | ------- |
| Runar Sandefjord Elite Rekstad 16           | RD Riko Ribnica Hrastnik 12            | 11.02.2023 16:00 Uhr | 18.02.2023 19:00 Uhr | 70 : 63 |
| Runar Sandefjord Elite Rekstad 16           | RD Riko Ribnica Hrastnik 12            | 38 : 29 (21 : 15)    | 32 : 34 (16 : 17)    | 70 : 63 |
| Runar Sandefjord Elite Rekstad 16           | RD Riko Ribnica Hrastnik 12            | 562 Zuschauer        | 250 Zuschauer        | 70 : 63 |
| HC Dukla Prag Šůstek, Hlinka 14             | Wacker Thun Dannmeyer 24               | 11.02.2023 14:00 Uhr | 18.02.2023 17:00 Uhr | 68 : 64 |
| HC Dukla Prag Šůstek, Hlinka 14             | Wacker Thun Dannmeyer 24               | 28 : 26 (16 : 13)    | 40 : 38 (18 : 18)    | 68 : 64 |
| HC Dukla Prag Šůstek, Hlinka 14             | Wacker Thun Dannmeyer 24               | 350 Zuschauer        | 1080 Zuschauer       | 68 : 64 |
| AS SGS Ramhat Hashron Appo 12               | Alingsås HK Pedersen, Torbjörnsson 12  | 11.02.2023 16:00 Uhr | 18.02.2023 16:00 Uhr | 52 : 69 |
| AS SGS Ramhat Hashron Appo 12               | Alingsås HK Pedersen, Torbjörnsson 12  | 21 : 31 (6 : 12)     | 31 : 38 (18 : 21)    | 52 : 69 |
| AS SGS Ramhat Hashron Appo 12               | Alingsås HK Pedersen, Torbjörnsson 12  | 200 Zuschauer        | 555 Zuschauer        | 52 : 69 |
| MŠK Považská Bystrica Briatka 15            | Nærbø IL Svensgård 11                  | 11.02.2023 18:00 Uhr | 18.02.2023 18:00 Uhr | 58 : 70 |
| MŠK Považská Bystrica Briatka 15            | Nærbø IL Svensgård 11                  | 34 : 35 (17 : 17)    | 24 : 35 (14 : 17)    | 58 : 70 |
| MŠK Považská Bystrica Briatka 15            | Nærbø IL Svensgård 11                  | 1400 Zuschauer       | 1222 Zuschauer       | 58 : 70 |
| HCB Karviná Skalický 14                     | RK Dinamo Pančevo Pavlović, Radović 11 | 11.02.2023 18:00 Uhr | 18.02.2023 18:00 Uhr | 56 : 53 |
| HCB Karviná Skalický 14                     | RK Dinamo Pančevo Pavlović, Radović 11 | 30 : 22 (16 : 13)    | 26 : 31 (14 : 15)    | 56 : 53 |
| HCB Karviná Skalický 14                     | RK Dinamo Pančevo Pavlović, Radović 11 | 1550 Zuschauer       | 450 Zuschauer        | 56 : 53 |
| Junior Fasano Järlstam 14                   | MRK Sesvete Turčić 13                  | 12.02.2023 19:00 Uhr | 19.02.2023 19:00 Uhr | 56 : 70 |
| Junior Fasano Järlstam 14                   | MRK Sesvete Turčić 13                  | 34 : 35 (16 : 16)    | 22 : 35 (12 : 14)    | 56 : 70 |
| Junior Fasano Järlstam 14                   | MRK Sesvete Turčić 13                  | 350 Zuschauer        | 950 Zuschauer        | 56 : 70 |
| Sabbianco Anorthosis Famagusta Spiljak 10   | RK Velenje Sokolic 13                  | 11.02.2023 20:00 Uhr | 18.02.2023 18:00 Uhr | 47 : 58 |
| Sabbianco Anorthosis Famagusta Spiljak 10   | RK Velenje Sokolic 13                  | 26 : 31 (13 : 11)    | 21 : 27 (11 : 13)    | 47 : 58 |
| Sabbianco Anorthosis Famagusta Spiljak 10   | RK Velenje Sokolic 13                  | 65 Zuschauer         | 600 Zuschauer        | 47 : 58 |
| RK Vojvodina Milić, Grozdanic, Puchouski 11 | ØIF Arendal Fiala Gjermundnes 13       | 11.02.2023 18:00 Uhr | 18.02.2023 17:00 Uhr | 75 : 66 |
| RK Vojvodina Milić, Grozdanic, Puchouski 11 | ØIF Arendal Fiala Gjermundnes 13       | 42 : 29 (22 : 17)    | 33 : 37 (18 : 18)    | 75 : 66 |
| RK Vojvodina Milić, Grozdanic, Puchouski 11 | ØIF Arendal Fiala Gjermundnes 13       | 10 Zuschauer         | 1160 Zuschauer       | 75 : 66 |

Die EHF schloss im August 2023 den zyprischen Verein Sabbianco Anorthosis Famagusta aufgrund der Ausschreitungen von zyprischen Fans beim Spiel in Velenje für zwei Spielzeiten von europäischen Wettbewerben aus; ein Jahr davon ausgesetzt zur Bewährung.

## Viertelfinale

### Qualifizierte Teams
| - MRK Sesvete - HC Dukla Prag - HCB Karviná - Nærbø IL | - Runar Sandefjord Elite - RK Velenje - Alingsås HK - RK Vojvodina |

### Ausgeloste Spiele und Ergebnisse
| Mannschaft 1                    | Mannschaft 2                      | Hinspiel             | Rückspiel            | Gesamt  |
| ------------------------------- | --------------------------------- | -------------------- | -------------------- | ------- |
| MRK Sesvete Dumenčić 12         | Nærbø IL Thue 12                  | 19.03.2023 19:00 Uhr | 26.03.2023 18:00 Uhr | 50 : 55 |
| MRK Sesvete Dumenčić 12         | Nærbø IL Thue 12                  | 20 : 26 (9 : 10)     | 30 : 29 (12 : 15)    | 50 : 55 |
| MRK Sesvete Dumenčić 12         | Nærbø IL Thue 12                  | 950 Zuschauer        | 1314 Zuschauer       | 50 : 55 |
| HCB Karviná Harabiš 10          | Runar Sandefjord Elite Lindell 16 | 18.03.2023 18:00 Uhr | 26.03.2023 18:00 Uhr | 56 : 62 |
| HCB Karviná Harabiš 10          | Runar Sandefjord Elite Lindell 16 | 31 : 34 (12 : 20)    | 25 : 28 (10 : 16)    | 56 : 62 |
| HCB Karviná Harabiš 10          | Runar Sandefjord Elite Lindell 16 | 1156 Zuschauer       | 587 Zuschauer        | 56 : 62 |
| RK Vojvodina Aziz, Puchouski 11 | RK Velenje Sokolič, Pipp 13       | 18.03.2023 18:00 Uhr | 25.03.2023 18:00 Uhr | 61 : 56 |
| RK Vojvodina Aziz, Puchouski 11 | RK Velenje Sokolič, Pipp 13       | 31 : 30 (14 : 17)    | 30 : 26 (14 : 12)    | 61 : 56 |
| RK Vojvodina Aziz, Puchouski 11 | RK Velenje Sokolič, Pipp 13       | 0 Zuschauer          | 1500 Zuschauer       | 61 : 56 |
| Alingsås HK Pedersen 14         | HC Dukla Prag Dokoupil 12         | 19.03.2023 16:00 Uhr | 26.03.2023 19:00 Uhr | 66 : 57 |
| Alingsås HK Pedersen 14         | HC Dukla Prag Dokoupil 12         | 39 : 33 (21 : 16)    | 27 : 24 (10 : 13)    | 66 : 57 |
| Alingsås HK Pedersen 14         | HC Dukla Prag Dokoupil 12         | 408 Zuschauer        | 450 Zuschauer        | 66 : 57 |

## Halbfinale

### Qualifizierte Teams
| - Nærbø IL - Runar Sandefjord Elite | - Alingsås HK - RK Vojvodina |

### Ausgeloste Spiele und Ergebnisse
| Mannschaft 1                     | Mannschaft 2              | Hinspiel             | Rückspiel            | Gesamt  |
| -------------------------------- | ------------------------- | -------------------- | -------------------- | ------- |
| Alingsås HK Pedersen 10          | RK Vojvodina Puchouski 12 | 16.04.2023 16:00 Uhr | 22.04.2023 20:00 Uhr | 49 : 56 |
| Alingsås HK Pedersen 10          | RK Vojvodina Puchouski 12 | 25 : 24 (13 : 13)    | 24 : 32 (13 : 15)    | 49 : 56 |
| Alingsås HK Pedersen 10          | RK Vojvodina Puchouski 12 | 597 Zuschauer        | 1900 Zuschauer       | 49 : 56 |
| Runar Sandefjord Elite 15 Wulvik | Nærbø IL 12 Haugseng      | 16.04.2023 18:00 Uhr | 23.04.2023 18:00 Uhr | 63 : 65 |
| Runar Sandefjord Elite 15 Wulvik | Nærbø IL 12 Haugseng      | 27 : 29 (17 : 14)    | 36 : 36 (17 : 17)    | 63 : 65 |
| Runar Sandefjord Elite 15 Wulvik | Nærbø IL 12 Haugseng      | 740 Zuschauer        | 1418 Zuschauer       | 63 : 65 |

Ein Einspruch des Runar Sandefjord Elite gegen die Spielwertung im Rückspiel zwischen Nærbø IL und Runar Sandefjord Elite wurde vom EHF-Gericht zurückgewiesen.

## Finale
Das Finale um den EHF European Cup trugen Nærbø IL und RK Vojvodina am 28. Mai und 3. Juni 2023 in Hin- und Rückspiel aus.
| Mannschaft 1              | Mannschaft 2          | Hinspiel             | Rückspiel            | Gesamt  |
| ------------------------- | --------------------- | -------------------- | -------------------- | ------- |
| RK Vojvodina Puchouski 10 | Nærbø IL Svensgård 14 | 28.05.2023 20:00 Uhr | 03.06.2023 13:15 Uhr | 55 : 46 |
| RK Vojvodina Puchouski 10 | Nærbø IL Svensgård 14 | 30 : 23 (15 : 8)     | 25 : 23 (10 : 10)    | 55 : 46 |
| RK Vojvodina Puchouski 10 | Nærbø IL Svensgård 14 | 2000 Zuschauer       | 3500 Zuschauer       | 55 : 46 |